# 東京都信用漁業協同組合連合会
東京都信用漁業協同組合連合会（とうきょうとしんようぎょぎょうきょうどうくみあいれんごうかい）は、東京都港区に本所を置いていた、東京都内の漁業協同組合の信用事業（JFマリンバンク）を統括する都域漁協系金融機関であり、都内漁業協同組合を会員とする。通称は「JF東京信漁連」。統一金融機関コードは9462。店舗は本店の1ヶ店のみである。

## 沿革
- 1953年3月17日 - 設立。

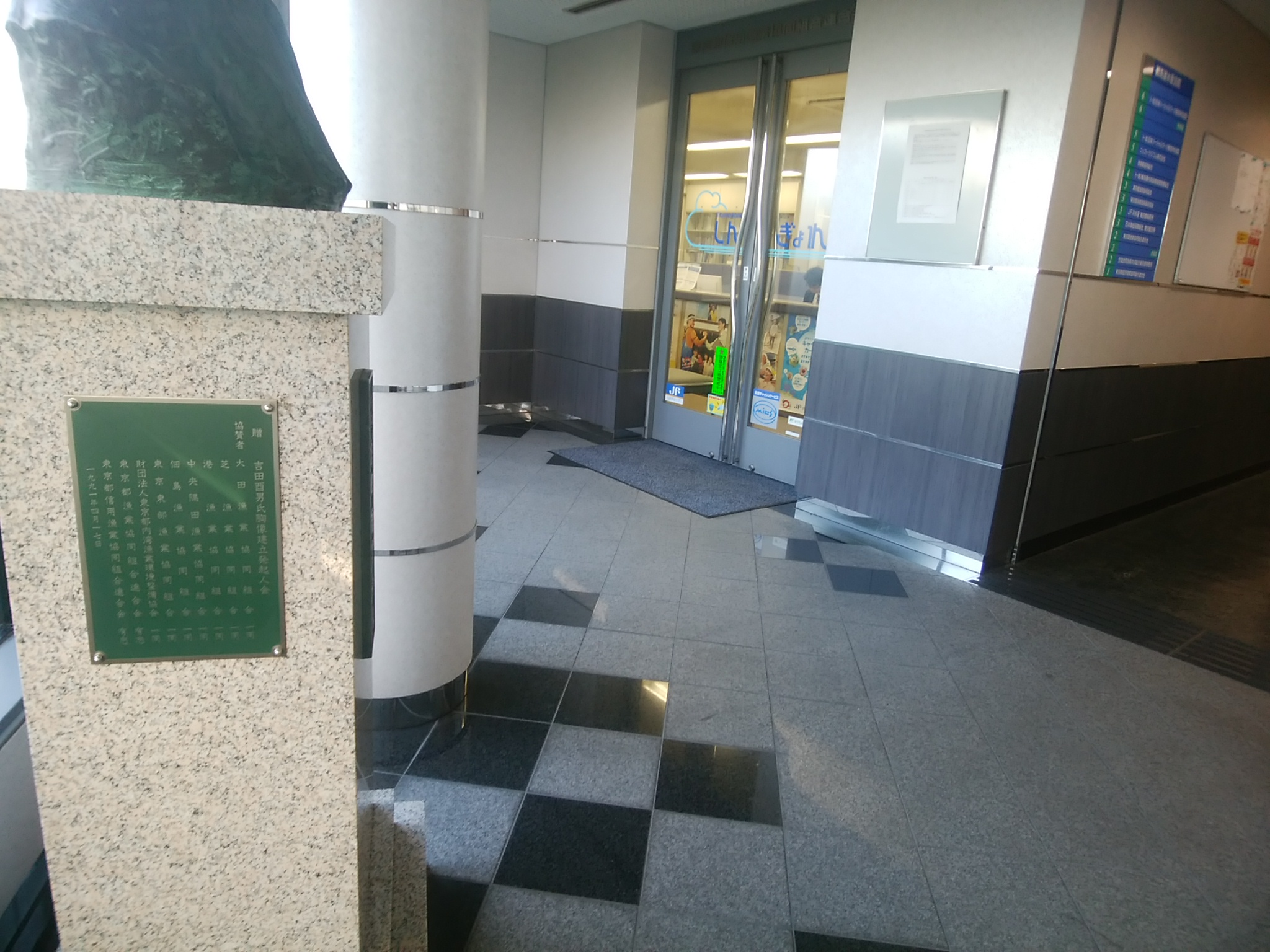
東京都信漁連本店

- 2021年4月1日 - 本会とともに東海北陸以東の信漁連が統合され、東日本信用漁業協同組合連合会（本店・千葉市）となり、消滅。当店は東日本信用漁業協同組合連合会東京支店となった。